# 紫溪镇
紫溪镇，原称前进镇，是中华人民共和国云南省楚雄彝族自治州楚雄市下辖的一个乡镇级行政单位。

## 行政区划
紫溪镇下辖以下地区：
箐上村、前进村、紫金村、云庆村、冷水村、母掌村、岔河村和平掌村。